# Bossingham
Bossingham est un hameau du district de Canterbury, dans le comté du Kent.
Il est situé à environ cinq miles (8 km) au sud de Canterbury, et à 2 miles (3,2 km) au nord de Stelling Minnis sur une route parallèle à la voie romaine de Stone Street (la route A2068).

## Vie du hameau
Il y a un Pub le Hop Pocket, nommé d'après les grands sacs dans lesquels le houblon était transporté.

## Transport

### Route
- Stone Street
- Route A2068